# Helmut Seling
Helmut Rüdiger Seling (* 12. Februar 1921 in Wels; † 28. Oktober 2016 in München) war ein deutscher Kunsthistoriker und Kunsthändler.

## Leben
Ab 1947 studierte Seling Kunstgeschichte an der Universität Freiburg und schloss das Studium 1952 mit der Dissertation über Die Entstehung des Kunstmuseums als Aufgabe der Architektur ab.
Nach wissenschaftlicher Verlagsarbeit eröffnete er 1964 als Silberspezialist eine eigene Kunsthandlung in München.

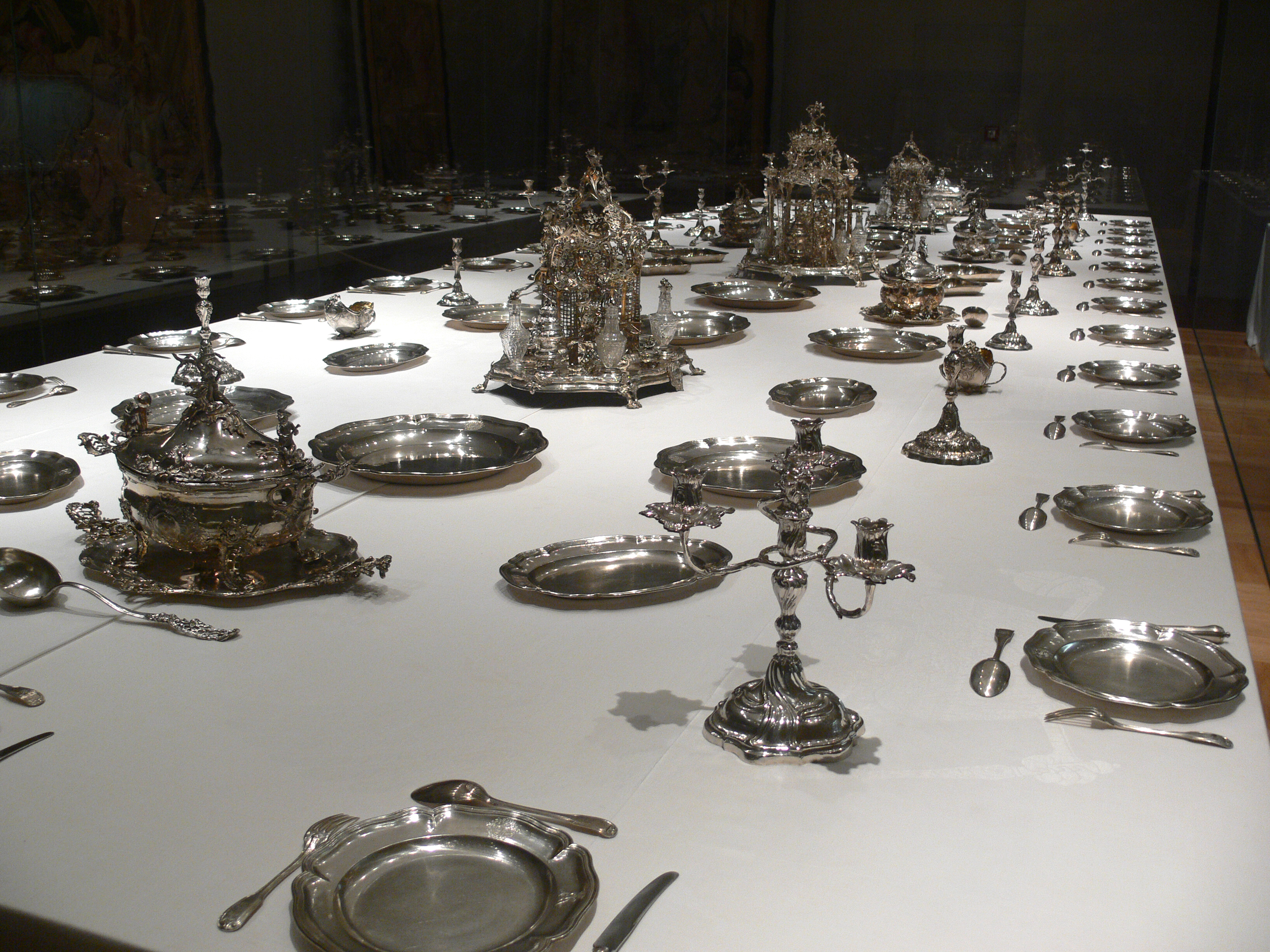
Das Augsburger Tafelservice der Fürstbischöfe von Hildesheim

1980 engagierte er sich erfolgreich dafür, dass das berühmte Augsburger Tafelsilber des Hildesheimer Fürstbischofs Friedrich Wilhelm von Westphalen, das in Genf der Versteigerung harrte, im Kernbestand als geschlossenes Ensemble zusammen blieb und 1981 vom Bayerischen Nationalmuseum erworben werden konnte.
1991 übergab er dem Bayerischen Nationalmuseum sein in jahrzehntelanger Forschungsarbeit zusammengetragenes Archiv zur Augsburger Goldschmiedekunst. Für die Ludwig-Maximilians-Universität war er als Lehrbeauftragter tätig. Er stiftete den Helmut-Seling-Preis für eine Forschungsarbeit zur Angewandten Kunst (Dissertation, Magisterarbeit, abgeschlossene Publikation).

## Schriften (Auswahl)
- Die Kunst der Augsburger Goldschmiede 1529–1868. 3 Bände. 1980.
  - mit Stephanie Singer: Die Augsburger Gold- und Silberschmiede 1529–1868: Meister, Marken, Werke. Erheblich erweiterte und überarbeitete Neuauflage. München 2007.
- Schätze aus dem Kreml, Peter der Grosse in Westeuropa. Hirmer, München 1991.